# Estado nutricional
O estado nutricional dos indivíduos é caracterizado por grande dinamismo e decorre essencialmente do equilíbrio entre três fatores:
- composição da alimentação (tipo e quantidade dos alimentos ingeridos),
- necessidades do organismo em energia
- nutrientes e eficiência do aproveitamento biológico dos alimentos (ou da nutrição propriamente dita).

Combinações ótimas desses três fatores, comportando razoáveis margens de variação de cada fator, propiciam ao indivíduo um estado nutricional ótimo, compatível com o pleno exercício de todas as suas funções vitais. Combinações não equilibradas da ingestão alimentar, necessidades nutricionais e aproveitamento biológico dos alimentos produzem a má-nutrição. A má-nutrição pode ser oriunda de variações extremas (não passíveis de compensação), positivas ou negativas, em um único fator, mas, com frequência, envolve alterações simultâneas e aditivas, ainda que moderadas, nos três fatores que determinam o estado nutricional: composição da alimentação, necessidades nutricionais e aproveitamento biológico dos alimentos (MONTEIRO, 2004)